# Evangelische Kirche (Groß-Rechtenbach)

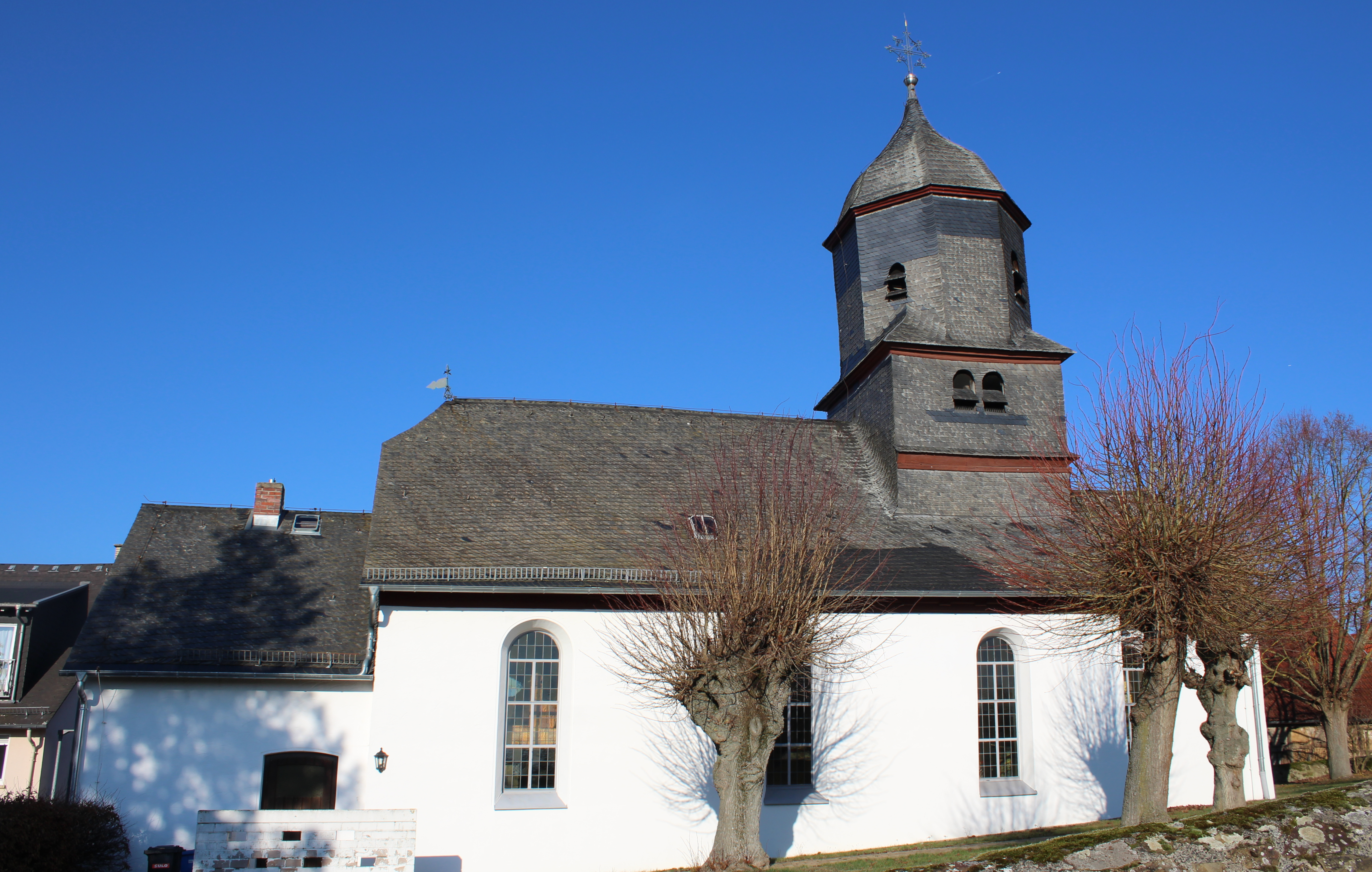
Evangelische Kirche von Süden

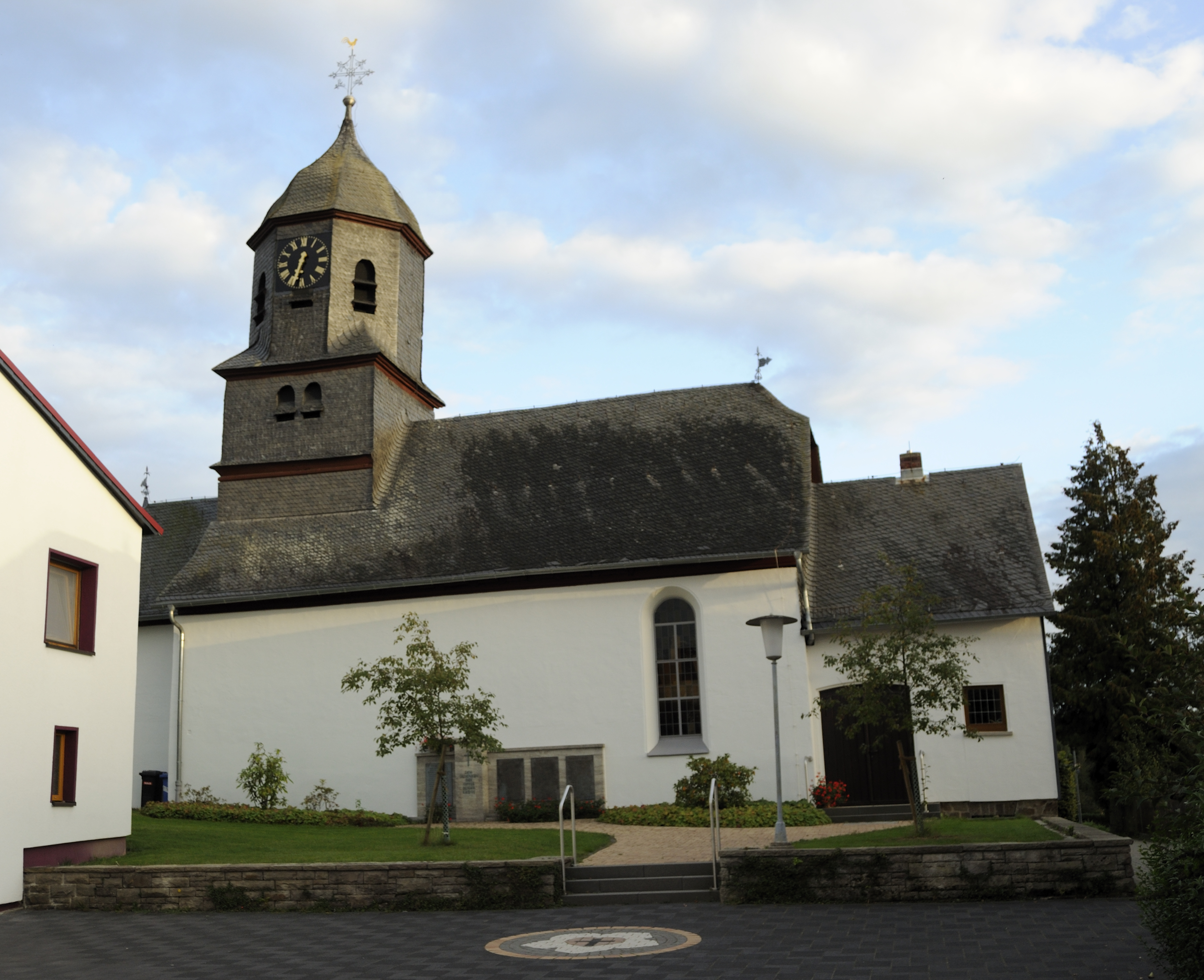
Blick von Norden

Die Evangelische Kirche in Groß-Rechtenbach, einem Ortsteil von Hüttenberg im Lahn-Dill-Kreis (Mittelhessen), ist eine barocke Saalkirche, die im Jahr 1638 neu errichtet oder tiefgreifend umgebaut wurde. Die seitdem mehrfach umgebaute Kirche mit oktogonalem Haubendachreiter ist aus geschichtlichen, künstlerischen und städtebaulichen Gründen ein hessisches Kulturdenkmal.

## Geschichte
Der erste Hinweis auf kirchliches Leben in Rechtenbach findet sich im Jahr 1265, als ein Pleban Hermann („Hermanni plebani nostri“) urkundlich genannt wird, der an der Stiftskirche in Wetzlar lebte und für die Seelsorge in Rechtenbach zuständig war. Unklar ist, welches der damals drei Rechtenbachs (Groß-, Klein- und Oberrechtenbach) gemeint ist und in welchem es eine Kirche gab. Alle drei Ortschaften standen offensichtlich in enger Verbindung zum Marienstift in Wetzlar. 1389 war ein Herr Konrad Rektor der Kirche in Mittelrechtenbach, dem späteren Groß-Rechtenbach. 1441 werden die Herren von Schwobach (heute Gemeinde Waldsolms) als Patronatsherren der Kirche von Großrechtenbach erwähnt. Großrechtenbach („superior“) und Kleinrechtenbach („inferior“) waren in vorreformatorischer Zeit zwei Pfarreien. Die Pfarrei gehörte zum Archipresbyterat Wetzlar des Archidiakonats St. Lubentius Dietkirchen im Bistum Trier.
Mit Einführung der Reformation wechselte Rechtenbach vermutlich in der Mitte des 16. Jahrhunderts zum evangelischen Bekenntnis.
Die heutige Kirche wurde im Jahr 1638 neu errichtet oder tiefgreifend umgebaut, wobei ältere Teile des mittelalterlichen Vorgängerbaus einbezogen wurden. 1657 waren die Baumaßnahmen abgeschlossen. Eine Glocke wurde im Jahr 1730 von Rincker (Aßlar) und eine weitere 1803 von Otto (Gießen) gegossen. Im Jahr 1831 wurde die Kirche umgebaut. Die Gemeinde schaffte 1892 eine weitere Rincker-Glocke an. Alle drei Glocken wurden 1917 an die Rüstungsindustrie abgeliefert und nach dem Ersten Weltkrieg ersetzt.
Im Zuge einer Innenrenovierung von 1957 bis 1960 wurde fast die gesamte Innenausstattung ersetzt und 1959 ein kleiner Westanbau angefügt. Aus unbekannter Ursache kam es Anfang der 1970er Jahre zu einem Brand im Altarraum, infolge dessen die Prospektpfeifen schmolzen und der Kirchenraum verrußte.
Die beiden evangelischen Gemeinden Großrechtenbach und Kleinrechtenbach fusionierten im Jahr 1970. Die neu gebildete Kirchengemeinde gehört zum Evangelischen Kirchenkreis an Lahn und Dill in der Evangelischen Kirche im Rheinland.
Nachdem in den Jahren 2011 und 2012 Schäden am Dachstuhl, am Deckenboden und am Dachreiter festgestellt worden waren, wurde 2013 eine umfassende Dach- und Turmsanierung durchgeführt.

## Architektur

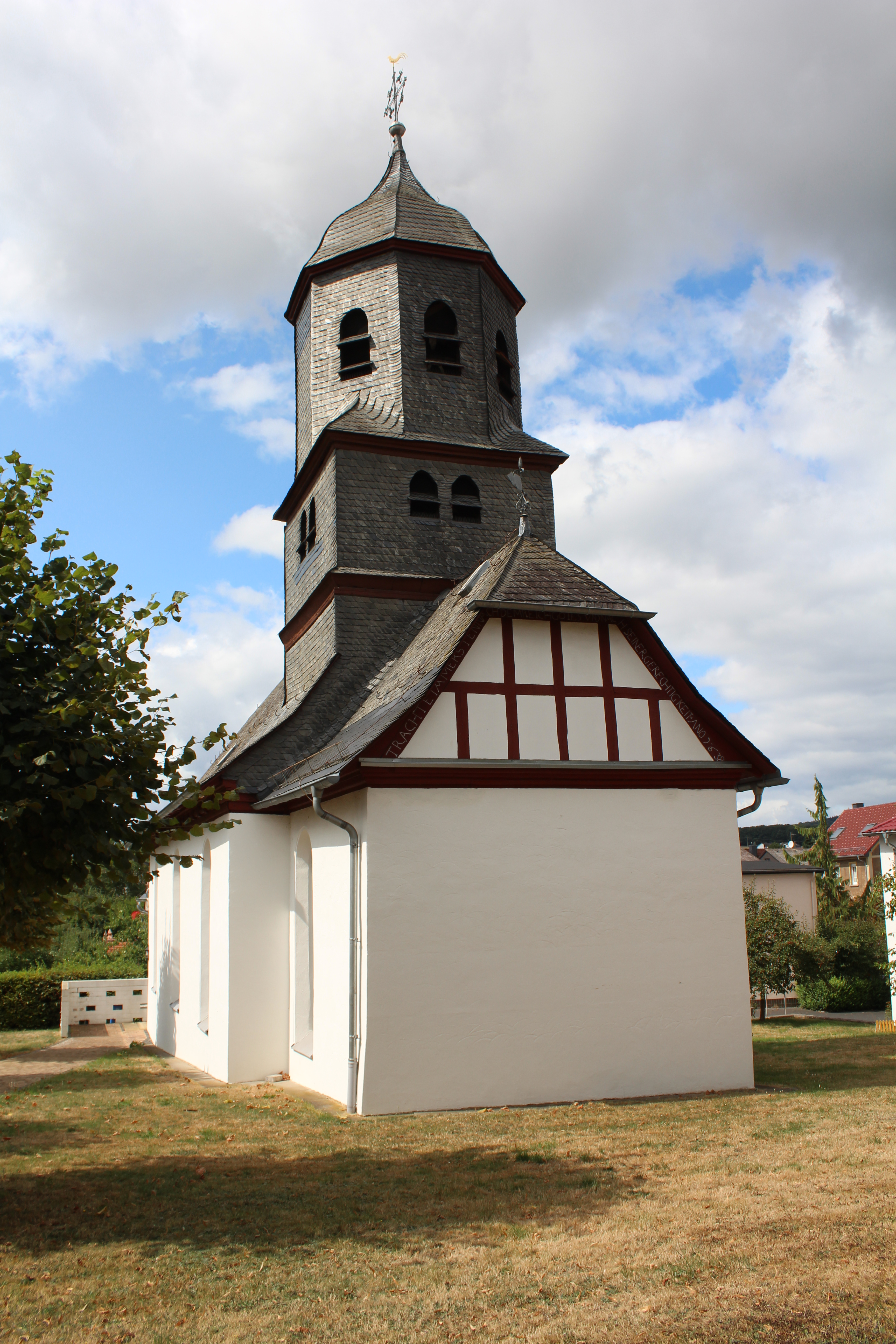
Kirche von Südwesten

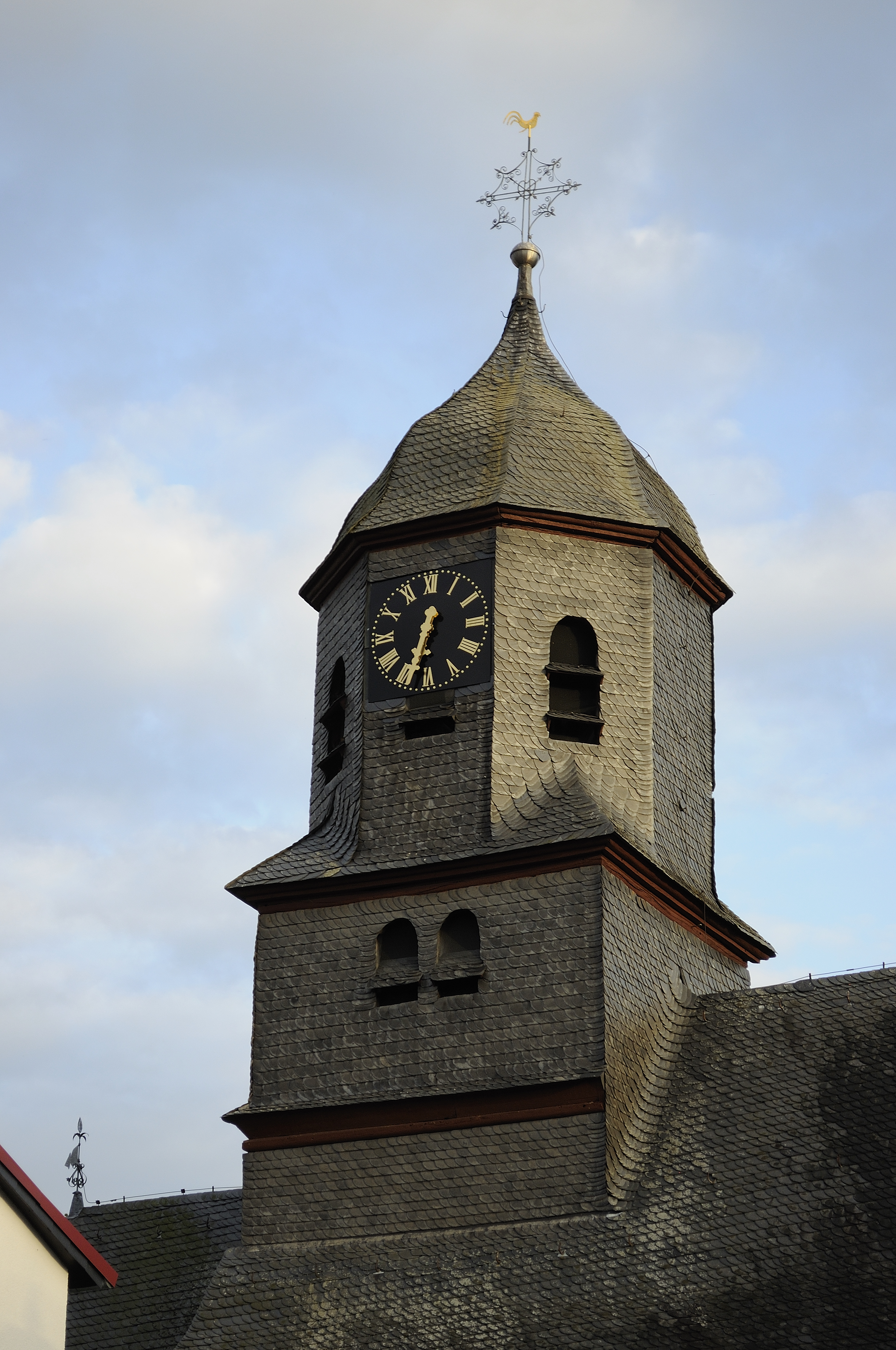
Dachreiter

Die weiß verputzte, nicht exakt geostete, sondern nach Ost-Nordost ausgerichtete Saalkirche ist südlich des alten Ortszentrums aus Bruchsteinmauerwerk errichtet. Reste der alten Kirchhofmauer sind erhalten.
Dem verschieferten Schopfwalmdach des Kirchenschiffs ist im Osten ein achtseitiger verschieferter Dachreiter aufgesetzt, der Schiff und Chor optisch miteinander verbindet. Aus dem kubusförmigen Schaft, der durch ein Gesims gegliedert wird und an den drei freien Seiten je zwei kleine rundbogige Schallöffnungen hat, entwickelt sich die achtseitige Glockenstube mit rundbogigen Schallöffnungen in vier Richtungen und dem Zifferblatt der Turmuhr an der Nordseite. Die Glockenstube beherbergt ein Dreiergeläut. Die Glocken von Rincker haben die Schlagtöne g1-b1-c2 (Te-Deum-Motiv). Die Welsche Haube wird von einem Turmknauf, einem verzierten Kreuz und einem vergoldeten Wetterhahn bekrönt. Der Dachschopf im Westen trägt eine Wetterfahne. Drei große Rundbogenfenster in der Südseite und eines in der westlichen Nordseite belichten den Innenraum. An der nördlichen Außenwand erinnert ein Gedenkmal an die Gefallenen der beiden Weltkriege, deren Namen auf vier Bronzeplatten zu lesen sind.
Der Chor auf rechteckigem Grundriss ist gegenüber dem Schiff eingezogen und niedriger. Er hat ebenfalls ein Schopfwalmdach, das im Giebelbereich in Fachwerk ausgeführt ist. Im Osten ist dem Schopf eine Wetterfahne aufgesetzt. Ein Giebelbalken des Chors ist mit dem Baujahr 1638 bezeichnet und trägt die Inschrift: „TRACHTET AM ERSTEN NACH DEM REICH GOTTES VND NACH SEINER GERECHTIGKEIT × ANO 1638“ (Mt 6,33 ). Ein großes rundbogiges Südfenster versorgt den Chor mit Licht.
Der westliche, etwas eingezogene Vorbau von 1959 unter einem Satteldach dient als Eingangsbereich. Die Westwand ist vollständig verschiefert. Die Eingangstür an der Nordseite hat einen flachen Stichbogen.

## Ausstattung

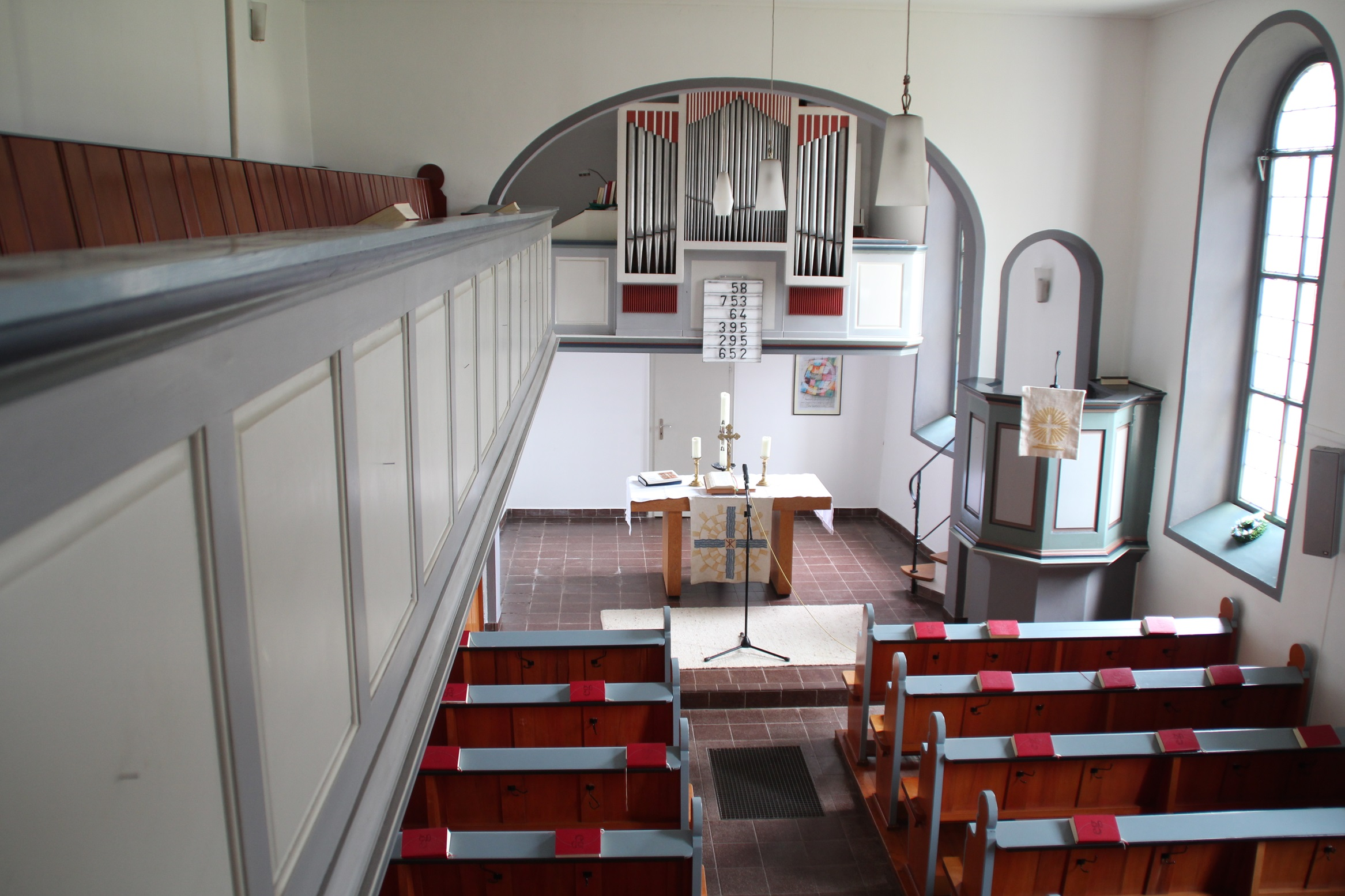
Blick in das Kirchenschiff

Der schlichte Innenraum wird von einer Flachdecke abgeschlossen. Der Fußboden ist mit braunen Fliesen belegt. Im Nordwesten ist eine Winkelempore mit kassettierten Füllungen eingebaut, die im Kern auf das 18. Jahrhundert zurückgeht. Ein Chorbogen mit einem Korbbogen öffnet den um eine Stufe erhöhten Chor zum Schiff. Die östliche Chorempore dient als Aufstellungsort für die Orgel. Die Kirchenausstattung ist weitgehend neu.
Die polygonale Kanzel auf einem achtseitigen Fuß ist das einzige Inventarstück, das aus dem 18. Jahrhundert erhalten ist. Der Kanzelkorb hat schlichte kassettierte Füllungen und oben und unten einen profilierten Gesimskranz. Der moderne Kanzelaufgang führt durch einen schmalen Rundbogen im Chorbogen. Ein schlichter Holztisch dient als Altar.
Das Kirchengestühl mit geschwungenen Wangen steht auf einem Dielenboden und lässt einen Mittelgang frei.

## Orgel

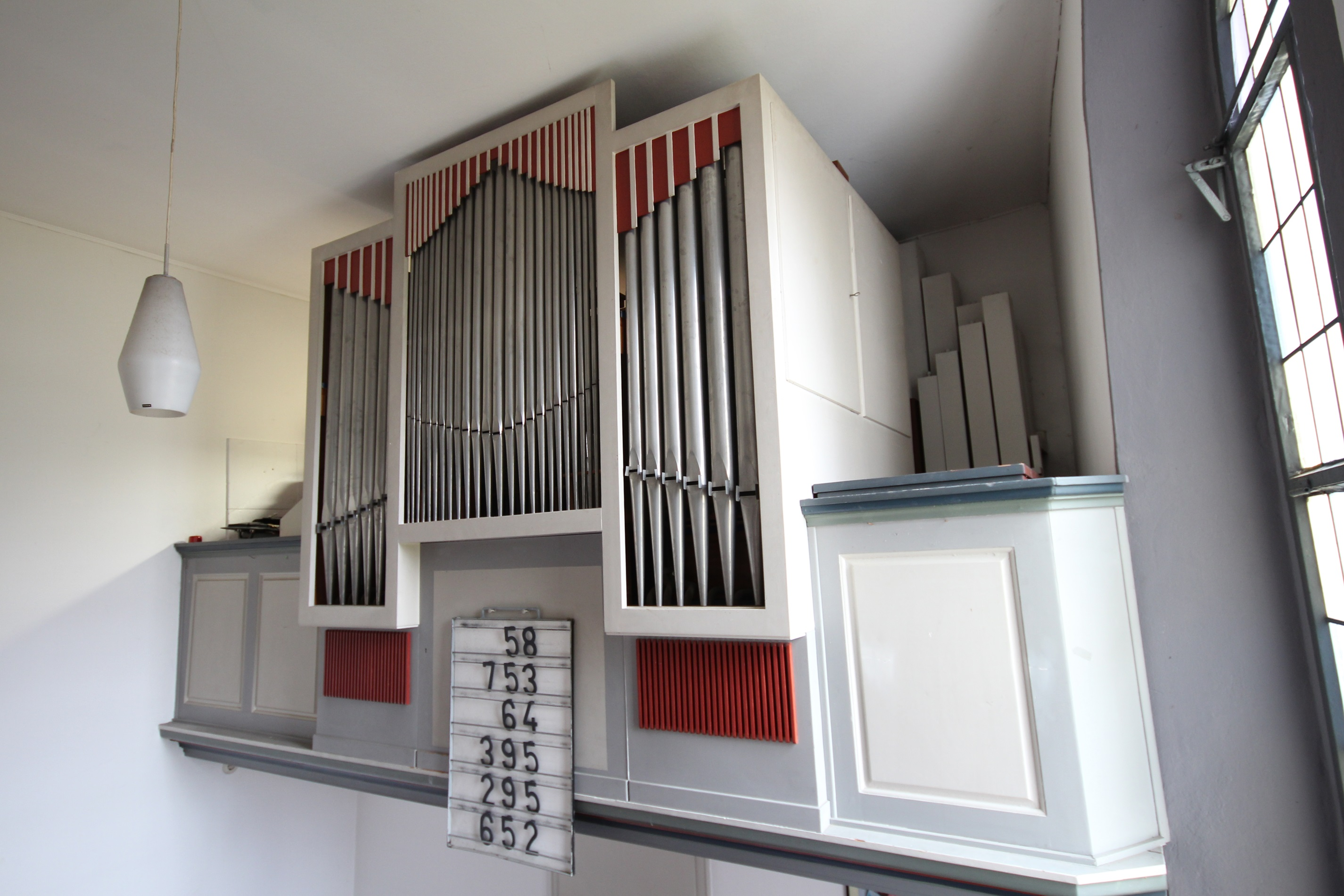
Orgelprospekt

Ein unbekannter Orgelbauer baute im 18. Jahrhundert eine Orgel, die über sieben Register auf einem Manual und kein Pedal verfügte. Da sie im 19. Jahrhundert als nicht mehr zeitgemäß empfunden wurde, erhielt Peter Dickel den Auftrag, Verbesserungsvorschläge einschließlich einer Dispositionsänderung zu unterbreiten. Der Umbau wurde vor 1873 von Gustav Raßmann ausgeführt und beinhaltete einen Registertausch, die Ergänzung um ein Pedal mit einem Subbass 16′ und den Einbau neuer Bälge. Die heutige seitenspielige Brüstungsorgel wurde 1962 von Günther Hardt mit acht Registern auf zwei Manualen und Pedal gebaut. Die alte Orgel wurde in der im 19. Jahrhundert umgebauten Form der Evangelischen Kirche in Bissenberg überlassen, wo der Prospekt erhalten ist, hinter dem 1965 ein neues Werk eingebaut wurde. Die Disposition der Hardt-Orgel lautet wie folgt:
| I Hauptwerk C–g3 |    |
| Flöte            | 8′ |
| Prinzipal        | 4′ |
| Mixtur IV–V      | 2′ |

| II Hinterwerk C–g3 |       |
| Rohrflöte          | 8′    |
| Pommer             | 4′    |
| Nachthorn          | 2′    |
| Sesquialter III    | 2 ⁄3′ |
| Tremulant          |       |

| Pedal C–f1 |     |
| Subbass    | 16′ |

- Koppeln: II/I, I/P, II/P